# Misythus rectangularis
Misythus rectangularis är en insektsart som beskrevs av Morgan Hebard 1923. Misythus rectangularis ingår i släktet Misythus och familjen torngräshoppor. Inga underarter finns listade i Catalogue of Life.